# Lithothamnion
Lithothamnion Heydrich, 1897  é o nome botânico  de um gênero de algas vermelhas pluricelulares da família Hapalidiaceae, subfamília Melobesioideae.

## Espécies
Atualmente apresenta 83 especies taxonomicamente válidas, entre elas:
- Lithothamnion muelleri Lenormand ex Rosanoff, 1866
- Lista de espécies do gênero Lithothamnion